# La sposa del Danubio
La sposa del Danubio (Melodie des Herzens) è un film del 1929 diretto da Hanns Schwarz.

## Produzione
Il film fu prodotto dall'Universum Film (UFA).

## Distribuzione
Distribuito dalla Universum Film (UFA), uscì nelle sale cinematografiche tedesche il 16 dicembre 1929.